# Сан Пјетро (Терамо)
Сан Пјетро је насеље у Италији у округу Терамо, региону Абруцо.
Према процени из 2011. у насељу је живело 258 становника. Насеље се налази на надморској висини од 777 м.